# Five Nations 1991
Die Ausgabe 1991 des jährlich ausgetragenen Rugby-Union-Turniers Five Nations (seit 2000 Six Nations) fand an fünf Spieltagen zwischen dem 19. Januar und dem 16. März statt. Turniersieger wurde England, das mit Siegen gegen alle anderen Teilnehmer zum neunten Mal den Grand Slam schaffte, mit Siegen gegen alle britischen Mannschaften auch die Triple Crown.

## Teilnehmer
| Land       | Stadion             | Stadt     | Trainer           | Kapitän       |
| ---------- | ------------------- | --------- | ----------------- | ------------- |
| England    | Twickenham Stadium  | London    | Geoff Cooke       | Will Carling  |
| Frankreich | Parc des Princes    | Paris     | Daniel Dubroca    | Serge Blanco  |
| Irland     | Lansdowne Road      | Dublin    | Ciaran Fitzgerald | Rob Saunders  |
| Schottland | Murrayfield Stadium | Edinburgh | Jim Telfer        | David Sole    |
| Wales      | Cardiff Arms Park   | Cardiff   | Ron Waldron       | Paul Thorburn |

## Tabelle
|    | Land       | Spiele | Siege | Unent. | Ndlg. | Spiel- punkte | Diff. | Tabellen- punkte |
| -- | ---------- | ------ | ----- | ------ | ----- | ------------- | ----- | ---------------- |
| 1. | England    | 4      | 4     | 0      | 0     | 83:44         | + 39  | 8                |
| 2. | Frankreich | 4      | 3     | 0      | 1     | 91:46         | + 45  | 6                |
| 3. | Schottland | 4      | 2     | 0      | 2     | 81:73         | + 8   | 4                |
| 4. | Irland     | 4      | 0     | 1      | 3     | 66:86         | − 20  | 1                |
| 5. | Wales      | 4      | 0     | 1      | 3     | 42:114        | − 72  | 1                |

## Ergebnisse

### Erste Runde
| 19. Januar 1991 | Frankreich                                                 | 15 : 9        | Schottland                                    | Parc des Princes, Paris Zuschauer: 48.990 Schiedsrichter: Ed Morrison (England) |
| 19. Januar 1991 | Straftritte: Camberabero Dropgoals: Blanco Camberabero (2) | (9:3) Bericht | Straftritte: Chalmers (2) Dropgoals: Chalmers | Parc des Princes, Paris Zuschauer: 48.990 Schiedsrichter: Ed Morrison (England) |

| 19. Januar 1991 | Wales                         | 6 : 25         | England                                     | Cardiff Arms Park, Cardiff Schiedsrichter: Ray Megson (Schottland) |
| 19. Januar 1991 | Straftritte: Jenkins Thorburn | (3:12) Bericht | Versuche: Teague Erhöhungen: Hodgkinson (7) | Cardiff Arms Park, Cardiff Schiedsrichter: Ray Megson (Schottland) |

### Zweite Runde
| 2. Februar 1991 | Irland                                      | 13 : 21        | Frankreich                                                                            | Lansdowne Road, Dublin Schiedsrichter: Derek Bevan (Wales) |
| 2. Februar 1991 | Versuche: S. Smith Straftritte: Kiernan (3) | (10:6) Bericht | Versuche: Cabannes Lagisquet Erhöhungen: Camberabero (2) Straftritte: Camberabero (3) | Lansdowne Road, Dublin Schiedsrichter: Derek Bevan (Wales) |

| 2. Februar 1991 | Schottland | 32 : 12        | Wales                                                         | Murrayfield Stadium, Edinburgh Schiedsrichter: David Bishop (Neuseeland) |
| 2. Februar 1991 | Versuche: Armstrong Chalmers White Erhöhungen: Chalmers G. Hastings Straftritte: Chalmers G. Hastings (2) Dropgoals: Chalmers | (13:6) Bericht | Versuche: Ford Erhöhungen: Thorburn Straftritte: Thorburn (2) | Murrayfield Stadium, Edinburgh Schiedsrichter: David Bishop (Neuseeland) |

### Dritte Runde
| 16. Februar 1991 | Wales                                                                                          | 21 : 21       | Irland                                                                             | Cardiff Arms Park, Cardiff Schiedsrichter: David Bishop (Neuseeland) |
| 16. Februar 1991 | Versuche: Arnold Jenkins Erhöhungen: Thorburn (2) Straftritte: Thorburn (2) Dropgoals: Jenkins | (9:9) Bericht | Versuche: Clarke Geoghegan Mullin Staples Erhöhungen: B. Smith Dropgoals: B. Smith | Cardiff Arms Park, Cardiff Schiedsrichter: David Bishop (Neuseeland) |

| 16. Februar 1991 | England                                                             | 21 : 12       | Schottland                | Twickenham Stadium, London Schiedsrichter: Stephen Hilditch (Irland) |
| 16. Februar 1991 | Versuche: Heslop Erhöhungen: Hodgkinson Straftritte: Hodgkinson (5) | (9:6) Bericht | Straftritte: Chalmers (4) | Twickenham Stadium, London Schiedsrichter: Stephen Hilditch (Irland) |

### Vierte Runde
| 2. März 1991 | Frankreich | 36 : 3         | Wales                 | Parc des Princes, Paris Zuschauer: 49.370 Schiedsrichter: Kerry Fitzgerald (Australien) |
| 2. März 1991 | Versuche: Blanco Lafond Mesnel Roumat Saint-André Sella Erhöhungen: Sella Camberabero (2) Straftritte: Camberabero (2) | (14:3) Bericht | Straftritte: Thorburn | Parc des Princes, Paris Zuschauer: 49.370 Schiedsrichter: Kerry Fitzgerald (Australien) |

| 2. März 1991 | Irland                                    | 7 : 16        | England                                                                       | Lansdowne Road, Dublin Schiedsrichter: Alain Ceccon (Frankreich) |
| 2. März 1991 | Versuche: Geoghegan Straftritte: B. Smith | (3:3) Bericht | Versuche: Teague Underwood Erhöhungen: Hodgkinson Straftritte: Hodgkinson (2) | Lansdowne Road, Dublin Schiedsrichter: Alain Ceccon (Frankreich) |

### Fünfte Runde
| 16. März 1991 | Schottland | 28 : 25         | Irland                                                                                   | Murrayfield Stadium, Edinburgh Schiedsrichter: Kerry Fitzgerald (Australien) |
| 16. März 1991 | Versuche: G. Hastings S. Hastings Stanger Erhöhungen: Chalmers (2) Straftritte: Chalmers (3) Dropgoals: G. Hastings | (15:15) Bericht | Versuche: Crossan Geoghegan Mullin Robinson Erhöhungen: B. Smith (3) Dropgoals: B. Smith | Murrayfield Stadium, Edinburgh Schiedsrichter: Kerry Fitzgerald (Australien) |

| 16. März 1991 | England                                                                                  | 21 : 19        | Frankreich                                                                                    | Twickenham Stadium, London Zuschauer: 61.000 Schiedsrichter: Les Peard (Wales) |
| 16. März 1991 | Versuche: Underwood Erhöhungen: Hodgkinson Straftritte: Hodgkinson (4) Dropgoals: Andrew | (18:9) Bericht | Versuche: Camberabero Mesnel Saint-André Erhöhungen: Camberabero (2) Straftritte: Camberabero | Twickenham Stadium, London Zuschauer: 61.000 Schiedsrichter: Les Peard (Wales) |